# André Billy
André Billy (n. 13 decembrie 1882 - d. 11 aprilie 1971) a fost un prozator, critic literar și istoric literar francez.

## Opera
- 1927: Literatura franceză contemporană ("La littérature française contemporaine");
- 1950: Pronaosul ("Le narthex");
- 1954: Madame ("Madame");
- 1962: Grădina plăcerilor ("Le jardin des délices");
- 1965: Pe marginea adevărului ("Sur les bords de la vérité");
- Negru pe alb ("Du Noir sur du Blanc").

Billy a scris biografii despre Diderot, Balzac, frații Goncourt, Stendhal, Max Jacob, Apollinaire.